# Joris Delacroix
Joris Delacroix (* 1987) ist ein französischer Musiker aus Montpellier. Sein Musikstil besteht aus House, Deep House und Electronica.

## Musikalischer Werdegang
Delacroix bekam ab seinem vierten Lebensjahr Klavierunterricht. Die elektronische Musik entdeckte er mit 16 Jahren für sich. Im Jahr 2008 veröffentlichte er seine erste EP beim Label Timid Records. Daraufhin wurde er von der französischen Plattenfirma WOH unter Vertrag genommen, wo er dann schließlich im Jahr 2011 sein Debütalbum Room With View veröffentlichte.

## Diskografie

### Alben
- 2008: Going Back (Way of House)
- 2011: Room With View (Woh Lab)
- 2018: Night Visions (Universal Music)

### Singles & EPs
- 2009: Quiet EP (Woh Lap)
- 2009: Maeva’s EP (Timid Records)
- 2010: Sex Tape (EP, Woh Lab)
- 2011: Room With View EP (Way of House)
- 2012: La Mat (Woh Lab)
- 2013: Air France (EP, Way of House)
- 2015: Backinbizness (Promosingle, Universal Music France)
- 2015: Movings (EP, Universal Music)
- 2017 Start the Engine (Universal Music)
- 2018: Epoque (Universal Music)
- 2018: Let your down (EP, mit Montmartre, Mercury)
- 2018: Routine (Universal Music)
- 2019: Time to Lose (Hungry Music)

### Kollabo-Singles
- 2011: Dumb & Clyde (mit Greg Delon, Woh Lab)
- 2012: Givin’ Head (mit Düal, Woh Lab)